# Pauline Guéymard-Lauters
Pauline Guéymard-Lauters (Bruxelas, 1 de dezembro de 1834 — Paris, 10 de maio de 1918) foi uma renomada cantora de ópera em Paris no século XIX. Ela desempenhou importantes papéis como: soprano e mezzo-soprano na Ópera de Paris Sua voz foi descrita como "soprano de grande extensão".

## Vida e carreira
Pauline Lauters casou-se em 1853 com o arquiteto Deligne. Casou-se pela segunda vez em 1858 com o tenor Louis Guéymard.
No Théâtre-Lyrique de Paris cantou com o nome: Pauline Deligne-Lauters. Desempenhou o papel-título em Le Boleto de Marguerite (estreia em 7 de outubro de 1854), o papel de Annette (Agathe) em Robin des Bois de Der Freischutz, em 1855, e o de Margarita em Les Lavandières de Santarém (estreia em 27 de outubro de 1855). No final de 1855, deixou a companhia para uma turnê na Bretanha.

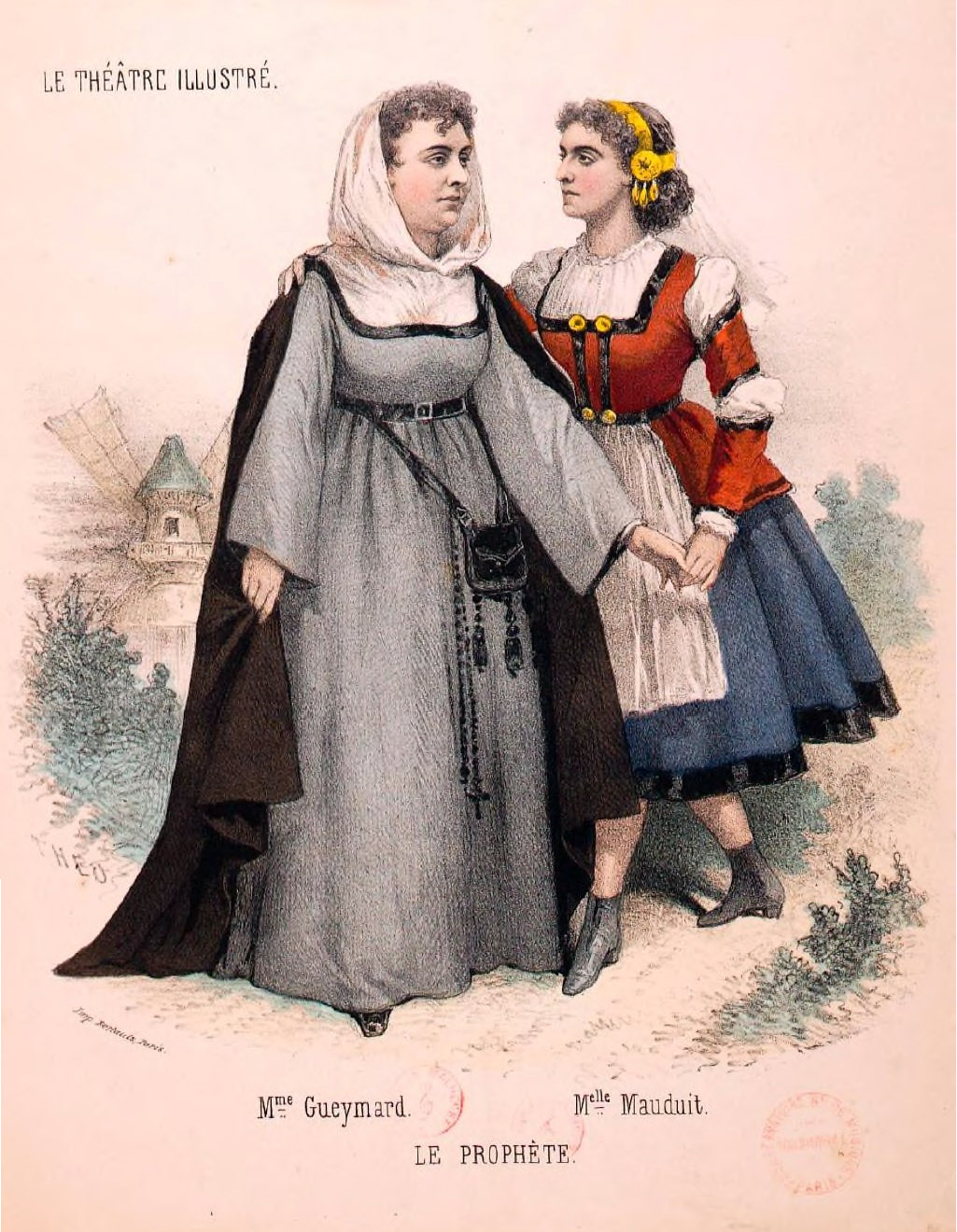
Pauline Guéymard-Lauters (à esquerda) em Le Prophète em 1866

Estreou em 12 de janeiro de 1857, na Ópera de Paris, na nova versão francesa da ópera Il trovatore (Le Trouvère), de Verdi, interpretando o papel de Léonore.
Ela também interpretou o papel de Lilia em Herculano (4 de março de 1859), de Félicien David, e o de Laura, em Pierre de Médicis, do Príncipe Joseph Poniatowski.
Entre outros trabalhos em Paris, ela viveu Valentine em Les Huguenots, Balkis em La Reine de Saba, Gilda de La Mula de Pedro, Donna Elvira na Don Giovanni e Alde em Roland à Roncevaux.
Lauters interpretou o papel de Princesa de Eboli em Don Carlos em 11 de março de 1867 da Ópera de Paris. A contralto Rosine Bloch havia sido a escolhida para o papel, mas Verdi foi persuadido por Perrin para adaptar e colocar em seu lugar uma cantora mais conhecida, o que acabou criando problemas de tessitura com que os cantores tiveram de lidar mais tarde.
Ela também viveu Gertrude em Hamlet, de Thomas, em 1868, e Myrrha em La Coupe du roi de Thulé, em 1873.